# Grand Prix automobile de Monaco 1997
GP précédent GP suivant
Le Grand Prix automobile de Monaco 1997 (Grand Prix de Monaco 1997), disputé le 11 mai 1997 sur le circuit de Monaco, est la 602e épreuve du championnat du monde de Formule 1 courue depuis 1950. Il s'agit de la 55e édition du Grand Prix de Monaco, la 44e comptant pour le championnat du monde de Formule 1 et la cinquième manche du championnat 1997.

## Qualifications

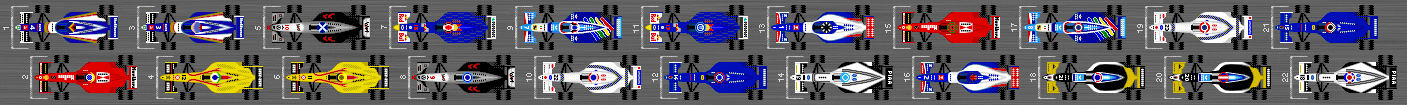
La grille de qualification du Grand Prix de Monaco 1997.

| Pos.                      | No | Pilote                | Écurie            | Temps    | Écart  |
| ------------------------- | -- | --------------------- | ----------------- | -------- | ------ |
| 1                         | 4  | Heinz-Harald Frentzen | Williams-Renault  | 1:18.216 |        |
| 2                         | 5  | Michael Schumacher    | Ferrari           | 1:18.235 | +0.019 |
| 3                         | 3  | Jacques Villeneuve    | Williams-Renault  | 1:18.583 | +0.367 |
| 4                         | 12 | Giancarlo Fisichella  | Jordan-Peugeot    | 1:18.665 | +0.449 |
| 5                         | 10 | David Coulthard       | McLaren-Mercedes  | 1:18.779 | +0.563 |
| 6                         | 11 | Ralf Schumacher       | Jordan-Peugeot    | 1:18.943 | +0.727 |
| 7                         | 16 | Johnny Herbert        | Sauber-Petronas   | 1:19.105 | +0.889 |
| 8                         | 9  | Mika Häkkinen         | McLaren-Mercedes  | 1:19.119 | +0.903 |
| 9                         | 7  | Jean Alesi            | Benetton-Renault  | 1:19.263 | +1.047 |
| 10                        | 22 | Rubens Barrichello    | Stewart-Ford      | 1:19.295 | +1.079 |
| 11                        | 17 | Nicola Larini         | Sauber-Petronas   | 1:19.468 | +1.252 |
| 12                        | 14 | Olivier Panis         | Prost-Mugen-Honda | 1:19.626 | +1.410 |
| 13                        | 1  | Damon Hill            | Arrows-Yamaha     | 1:19.674 | +1.458 |
| 14                        | 19 | Mika Salo             | Tyrrell-Ford      | 1:19.694 | +1.478 |
| 15                        | 6  | Eddie Irvine          | Ferrari           | 1:19.723 | +1.507 |
| 16                        | 2  | Pedro Diniz           | Arrows-Yamaha     | 1:19.860 | +1.644 |
| 17                        | 8  | Gerhard Berger        | Benetton-Renault  | 1:20.199 | +1.983 |
| 18                        | 21 | Jarno Trulli          | Minardi-Hart      | 1:20.349 | +2.133 |
| 19                        | 23 | Jan Magnussen         | Stewart-Ford      | 1:20.516 | +2.300 |
| 20                        | 20 | Ukyo Katayama         | Minardi-Hart      | 1:20.606 | +2.390 |
| 21                        | 15 | Shinji Nakano         | Prost-Mugen-Honda | 1:20.961 | +2.745 |
| 22                        | 18 | Jos Verstappen        | Tyrrell-Ford      | 1:21.290 | +3.074 |
| Règle des 107% : 1:23.691 |    |                       |                   |          |        |

## Classement
| Pos. | No | Pilote                | Écurie            | Tours | Temps/Abandon                      | Grille | Points |
| ---- | -- | --------------------- | ----------------- | ----- | ---------------------------------- | ------ | ------ |
| 1    | 5  | Michael Schumacher    | Ferrari           | 62    | 2 h 00 min 05 s 654 (104,264 km/h) | 2      | 10     |
| 2    | 22 | Rubens Barrichello    | Stewart-Ford      | 62    | + 53 s 306                         | 10     | 6      |
| 3    | 6  | Eddie Irvine          | Ferrari           | 62    | + 1 min 22 s 108                   | 15     | 4      |
| 4    | 14 | Olivier Panis         | Prost-Mugen-Honda | 62    | + 1 min 44 s 402                   | 12     | 3      |
| 5    | 19 | Mika Salo             | Tyrrell-Ford      | 61    | + 1 tour                           | 14     | 2      |
| 6    | 12 | Giancarlo Fisichella  | Jordan-Peugeot    | 61    | + 1 tour                           | 4      | 1      |
| 7    | 23 | Jan Magnussen         | Stewart-Ford      | 61    | + 1 tour                           | 19     |        |
| 8    | 18 | Jos Verstappen        | Tyrrell-Ford      | 60    | + 2 tours                          | 22     |        |
| 9    | 8  | Gerhard Berger        | Benetton-Renault  | 60    | + 2 tours                          | 17     |        |
| 10   | 20 | Ukyo Katayama         | Minardi-Hart      | 60    | + 2 tours                          | 20     |        |
| Abd. | 4  | Heinz-Harald Frentzen | Williams-Renault  | 39    | Accident                           | 1      |        |
| Abd. | 15 | Shinji Nakano         | Prost-Mugen-Honda | 36    | Sortie de piste                    | 21     |        |
| Abd. | 17 | Nicola Larini         | Sauber-Petronas   | 24    | Crevaison                          | 11     |        |
| Abd. | 7  | Jean Alesi            | Benetton-Renault  | 16    | Sortie de piste                    | 9      |        |
| Abd. | 3  | Jacques Villeneuve    | Williams-Renault  | 16    | Accident                           | 3      |        |
| Abd. | 11 | Ralf Schumacher       | Jordan-Peugeot    | 10    | Sortie de piste                    | 6      |        |
| Abd. | 16 | Johnny Herbert        | Sauber-Petronas   | 9     | Accident                           | 7      |        |
| Abd. | 21 | Jarno Trulli          | Minardi-Hart      | 7     | Accident                           | 18     |        |
| Abd. | 10 | David Coulthard       | McLaren-Mercedes  | 1     | Collision                          | 5      |        |
| Abd. | 9  | Mika Häkkinen         | McLaren-Mercedes  | 1     | Collision                          | 8      |        |
| Abd. | 1  | Damon Hill            | Arrows-Yamaha     | 1     | Collision                          | 13     |        |
| Abd. | 2  | Pedro Diniz           | Arrows-Yamaha     | 0     | Sortie de piste                    | 16     |        |

## Pole position et record du tour
- Pole position :  Heinz-Harald Frentzen (Williams-Renault) en 1 min 18 s 216 (vitesse moyenne : 154,925 km/h)[3].
- Meilleur tour en course :  Michael Schumacher (Ferrari) en 1 min 53 s 315 au 26e tour (vitesse moyenne : 106,937 km/h)[4].

## Tours en tête
- Michael Schumacher (Ferrari) : 62 tours (1-62)[5].

## Statistiques
Le Grand Prix de Monaco 1997 représente :
- la 23e victoire pour Michael Schumacher[6] ;
- la 109e victoire pour Ferrari en tant que constructeur[7] ;
- la 109e victoire pour Ferrari en tant que motoriste[8] ;
- le 1ers points pour Stewart Grand Prix ;
- le 1er podium pour Stewart Grand Prix[9].

Au cours de ce Grand Prix :
- À la suite des mauvaises conditions climatiques, la course cesse au bout de deux heures ;
- Mika Salo ne s'est pas arrêté au stand pendant cette course.